# Lijst van voetbalinterlands Belize - Turks- en Caicoseilanden (vrouwen)
Deze lijst van voetbalinterlands is een overzicht van alle officiële voetbalinterlands tussen de nationale vrouwenteams van Belize en de Turks- en Caicoseilanden. De landen hebben tot nu toe vier keer tegen elkaar gespeeld.

## Wedstrijden
| № | Plaats                   | Datum            | Competitie                            | Wedstrijd                         | Uitslag |
| - | ------------------------ | ---------------- | ------------------------------------- | --------------------------------- | ------- |
| 1 | Venetian Road Settlement | 26 augustus 2019 | Vriendschappelijk                     | Turks- en Caicoseilanden − Belize | 0 − 9   |
| 2 | Venetian Road Settlement | 28 augustus 2019 | Vriendschappelijk                     | Turks- en Caicoseilanden − Belize | 0 − 8   |
| 3 | Providenciales           | 26 oktober 2023  | CONCACAF W Gold Cup 2024 kwalificatie | Turks- en Caicoseilanden − Belize | 0 − 6   |
| 4 | Belmopan                 | 30 oktober 2023  | CONCACAF W Gold Cup 2024 kwalificatie | Belize − Turks- en Caicoseilanden | 3 − 0   |

## Samenvatting
| Competitie                       | Totaal gespeeld | Winst Belize | Gelijk | Winst Turks- en Caicoseilanden | Doelsaldo Belize – Turks- en Caicoseilanden |
| -------------------------------- | --------------- | ------------ | ------ | ------------------------------ | ------------------------------------------- |
| CONCACAF W Gold Cup kwalificatie | 2               | 2            | 0      | 0                              | 9 − 0                                       |
| Vriendschappelijk                | 2               | 2            | 0      | 0                              | 17 − 0                                      |
| Totaal                           | 4               | 4            | 0      | 0                              | 26 − 0                                      |